# 豊国ヌードル
豊国ヌードル株式会社（とよくにヌードル）は、奈良県大和郡山市にある食品メーカー。

## 事業内容
生パスタの開発・製造・販売。茹麺類・生麺類・各種スープ・パスタソース類の製造販売。大手量販店、スーパーマーケット、百貨店、生協、大手外食チェーン店、レストラン等に販売している。主力商品である生パスタは、イタリア製パスタマシーンを利用した独自の商品開発により、主に日本全国のイタリアンレストラン向けに販売している。

## 沿革
豊国ヌードルの前身は、1971年に大阪市西成区で開業したうどん店「手打麺処 万丸」である。万丸では店舗で手打ちうどんを提供する一方で、うどん玉、スープ、具材などをテイクアウトで販売していた。この販売事業が基礎となり、麺類の製造卸売を事業内容とする豊国ヌードル株式会社が1979年に、販社のトヨクニチルド大阪が1990年にそれぞれ設立された。当時は調理麺、チルド麺が主体で、主な販売先はスーパーであった。この時期に発表された特徴的な商品として、通常は冷凍でも数日しか保存できない茹麺の常温長期保存を実現した「さぬき御麺」が挙げられる。
1998年、外食への販路拡大策として生パスタの製造を開始した。これは外食において、主にうどん・そば・ラーメンは生麺が用いられているにもかかわらず、パスタだけが乾麺を使用されていたことに着目した参入であった。当時外食向けの生パスタ事業は競合も少なく、高級品から廉価品まで製品ラインを拡充するとともに、生パスタに合わせたパスタソースの開発へも手を広げた。
麺類以外の食品製造も行っており、ピザや餃子の製造実績があるほか、2007年には米国ポテト協会がマッシュポテト普及に向けて外食店向けに展開した創作メニュー紹介事業において調理と供給を担当した。
2013年から毎週土曜日に本社駐車場にて市場を開催しこだわりの食品を販売している。また、顧客からのオーダー麺も得意としている。
- 1971年 4月 - 阿部博英により大阪市西成区に個人経営として「手打麺処 万丸」が創業される。
- 1979年10月 - 麺類の製造及び卸売業として株式会社に改組。 豊国ヌードル株式会社と改む。
- 1985年 1月 - 大阪市西成区南津守に本社工場を移転。
- 1995年 8月 - 奈良県大和郡山市に本社工場を移転。
- 1998年 3月 - 生パスタの開発・製造・販売を開始。
- 2015年 5月 - 通販事業を開始している

## 取扱商品
生パスタ・うどん・蕎麦・中華麺・焼きそば・うどんスープ・ラーメンスープ・パスタソース・スープなどの一般商品のほか、オリジナル開発のいかさし麺・いかさし豆腐麺なども製造・販売している。

## 関連会社
- 株式会社トヨクニチルド大阪
販売会社